# Calico Rock, Arkansas
Calico Rock là một thành phố thuộc quận Izard, tiểu bang Arkansas, Hoa Kỳ. Năm 2010, dân số của thành phố này là 1545 người.

## Dân số
- Dân số năm 2000: 991 người.
- Dân số năm 2010: 1545 người.